# Alchidai
Alchidai foi um nobre mongol do século XIII, filho de Cachium e sobrinho de Gêngis Cã (r. 1206–1227), o fundador do Império Mongol. Em data incerta, teve uma filha chamada Isurjim, que casar-se-ia com Jacurchim, filho de Sorcaque. Em 1233, o grão-cã Oguedai Cã (r. 1229–1241) envio-o à China com Guiuque e o general Tangude com a missão de destruir o Reino de Xia Oriental, que foi criado na Manchúria em 1215 por Puxiã Uanu, um oficial rebelde do Império Jim. A expedição foi concluída em poucos meses.